# اسماعیل بخشی
اسماعیل بخشی (زادهٔ ۲۸ خرداد ۱۳۶۲ در دزفول) فعال کارگری، نمایندهٔ شورای مستقل کارگری در سندیکای کارگران هفت‌تپه و زندانی سیاسی سابق اهل ایران است. او همراه با سپیده قلیان در جریان اعتراضات کارگری ۱۳۹۷ خوزستان بازداشت شد. بخشی و قلیان نقش به‌سزایی در سازمان‌دهی اعتراضات کارگران هفت‌تپه علیه خصوصی‌سازی شرکت و طرح مطالبهٔ مدیریت شورایی داشتند. بازداشت او اعتراضات دیگر کارگران را در پی داشت.

## پیشینه فعالیت
اسماعیل بخشی از اعضای هیئت مؤسس سندیکای کارگران نیشکر هفت‌تپه است که در سال ۱۳۹۷ نماینده کارگران این شرکت شد. از طرف دیگر، با گسترش تجمعات صنفی مربوط به درخواست حقوق معوقه کارگران به تناوب نام او بر سر زبان‌ها افتاد. از آن پس، ویدئوهای بسیاری با سخنان او منتشر شد.
بخشی در شهریور ۱۳۹۷ در مصاحبه‌ای اختصاصی با رسانه میدان گفت سابقه اعتراضات کارگری در شرکت کشت و صنعت نیشکر هفت‌تپه به بیش از ده سال پیش از آن برمی‌گردد. در سال ۱۳۹۷ اعتراضات کارگران این شرکت شدت یافت؛ به شکلی که همه کارگران آن دست به اعتصاب سراسری می‌زدند. او نمایندگی این کارگران و سخنگویی برای سندیکای کارگران کشت و صنعت نیشکر هفت‌تپه را عهده‌دار شد. بخشی واگذاری نادرست این شرکت به بخش خصوصی را از دلایل اصلی اعتراضات مداوم کارگران این شرکت عنوان کرد. به باور او، کارفرمایانی که به عنوان بخش خصوصی به این شرکت آمدند، «هیچ دانش اقتصادی و شناخت تجربی» نسبت به محصول نیشکر نداشتند. به‌اعتقاد بخشی، تصمیم‌گیری‌های آن‌ها بدون انسجام عمل و ثبات بوده و کارفرمایان از کارگران سوءاستفاده می‌کردند.

### اعلام همبستگی و درخواست آزادی کسری نوری
اواخر سال ۱۴۰۱، اسماعیل بخشی همراه با جمعی از فعالان سیاسی و مدنی با اشاره به بیش از یک دهه سرکوب مداوم کسری نوری در بیانیه‌ای خواستار آزادی او شدند.
برای آزادمردی که در تمام سال‌های سخت زندانی بودنش لحظه‌ای از تلاش برای رسیدن مردم ایران به دموکراسی دست برنداشته، همواره جنگیده و هزینه‌های بسیار متحمل شده‌است، اگر امید به چشم‌اندازی روشن برای فردای ایران ماست از مقاومت امثال اوست که حتی در روزهای سرد و تاریک زندان همیشه پیام آزادی سرداده و نویدبخش رهایی مردمی بوده‌اند که دهه‌هاست تحت سرکوب، ستم و شکنجه‌اند. برای سربلندی ایران، کسری نوری و دیگر زندانیان سیاسی باید آزاد شوند.
کیوان صمیمی، نرگس محمدی، عالیه مطلب‌زاده، لیلا حسین‌زاده، سعید شیرزاد، هستی امیری، آرش گنجی، محمد حبیبی، آتنا دائمی، باربد گلشیری، اسماعیل بخشی و پرستو فروهر

## سوء قصد
«چهار کارگر، خودسوزی کردند، تنها برای [نگرفتن دستمزدشان] یک میلیون و دویست هزار تومان! لعنت به این زندگی!» (بخشی از گفتار اعتراضی اسماعیل بخشی در اعتراضات کارگری ۱۳۹۷ خوزستان)

در تاریخ ۲۷ دی ۱۳۹۶ خبرگزاری ایلنا گزارش داد که یکی از کارگران بخش کشاورزی مجتمع نیشکر هفت‌تپه مورد حمله افراد ناشناس قرار گرفت. در این تاریخ فعالان کارگری تأیید کردند که اسماعیل بخشی از نمایندگان کارگران شرکت نیشکر هفت‌تپه هدف این حمله بوده‌است. این حادثه شامگاه روز دوشنبه ۲۵ دی ماه حوالی ساعت پنج و سی دقیقه، زمانی رخ داد که وی به همراه سایر همکارانش از کارخانه در شهر شوش راهی منزلش در شهر دزفول بود. او لحظاتی پس از پیاده‌شدن از اتومبیل سرویس شرکت، مورد حمله افراد ناشناس قرار می‌گیرد. سندیکای کارگران نیشکر هفت‌تپه اعلام کرد که این افراد، نقاب بر صورت داشتند و از دو دستگاه اتومبیل استفاده می‌کردند. در این حادثه بخشی از ناحیه کتف دچار آسیب‌دیدگی شد. سپس روابط عمومی شرکت هفت تپه صحت این حمله را تأیید کرد. همچنین در روزهای پیش از آن ویدیوهای سخنرانی بخشی در سطح وسیعی در رسانه‌ها مورد انتشار و توجه قرار گرفته بود.

## بازداشت
اسماعیل بخشی یکشنبه ۲۷ آبان همزمان با چهاردهمین روز اعتصاب کارگران نیشکر هفت‌تپه، به‌همراه مسلم آرمند، فعال کارگری دیگر این مجتمع و سپیده قلیان، فعال مدنی بازداشت شد.
بازداشت این کارگران در چهاردهمین روز اعتراض کارگران هفت‌تپه در آبان ۱۳۹۷ صورت گرفت. پس از انتشار ادعاها پیرامون بازداشت اسماعیل بخشی، «نماینده کارگران شرکت نیشکر هفت‌تپه» و دو نفر دیگر، استاندار خوزستان بازداشت چهار نفر را در ارتباط با این اعتراضات تأیید کرد. اگرچه او از این بازداشت شدگان نامی نبرد، اما سندیکای کارگران شرکت نیشکر هفت‌تپه روز یکشنبه ۲۷ آبان، خبر داد که اسماعیل بخشی، از نمایندگان کارگری این واحد صنعتی به همراه مسلم آرمند، یکی دیگر از نمایندگان کارگری و یک خبرنگار زن بازداشت و به اداره امنیت شهرستان شوش منتقل شدند.
علی‌رغم آزادی دیگر کارگران، در تاریخ ۳ آذر گزارش‌ها همچنان حاکی از عدم آزادی اسماعیل بخشی و یک خبرنگار زن بازداشت شده در جریان اعتراضات کارگران نیشکر هفت‌تپه بود. وزارت کار ایران، اتهام بخشی را «امنیتی» خواند، و اعلام کرد که قادر نیست برای آزادی او کاری بکند.
در تاریخ ۳ آذر ۱۳۹۷ اعتراضات کارگران معترض نیشکر هفت‌تپه وارد بیستمین روز متوالی خود شد. آن‌ها در این روز دست به برگزاری راهپیمایی زدند. مسیر این راهپیمایی از مقر فرمانداری شوش به سمت میدان معلم این شهر بود. علی‌رغم آزادی دیگر کارگران معترض، اسماعیل بخشی از نمایندگان اصلی کارگران معترض و یک خبرنگار زن تا این تاریخ از زندان آزاد نشدند. کارگران بازداشت شده پس از مدتی با قرار وثیقه یا کفالت از زندان آزاد شدند، اما بازداشت اسماعیل بخشی و سپیده قلیان - فعال مدنی - همچنان ادامه یافت. اگرچه در آن زمان اعلام شده بود که اسماعیل بخشی هم به همراه بقیه کارگران آزاد می‌شود، اما کمی بعد برخی رسانه‌ها خبر دادند او به دلیل ممانعت اداره اطلاعات شهر شوش از زندان آزاد نشده‌است. وزارت کار و امور اجتماعی ایران، اتهام بخشی را «امنیتی» خواند، و اعلام کرد که قادر نیست برای آزادی او کاری بکند. شرکت نیشکر هفت‌تپه در زمان حکومت پهلوی بنا شد. یکی از بزرگ‌ترین کارخانه‌های صنعتی استان خوزستان به‌شمار می‌رفت و تا دهه ۹۰ خورشیدی زیرمجموعه دولت بود. در سال ۱۳۹۴ با پیش‌پرداخت ۶ میلیارد تومان به دو شرکت خصوصی، این شرکت توسط سازمان خصوصی‌سازی به بخش خصوصی واگذار شد. کارگران این شرکت معتقدند که مشکلات صنفی آنان پس از واگذاری به بخش خصوصی شدت یافت.
همچنین با وجود تأکید دادگستری بر برخورداری حق متهم از «تمام حقوق قانونی»، آخرین گزارش‌ها حاکی از این بودند که اسماعیل بخشی از حق برخوردار شدن از وکیل مدافع محروم مانده‌است. همچنین اجازه داشتن ملاقاتی را نیز به بخشی نداند و او تنها از طریق تماس تلفنی با خانواده‌اش ارتباط دارد. در روز یکشنبه ۱۳ آذر گزارش‌ها حاکی از آن بود که اجازه ملاقات به خانواده بخشی و سپیده قلیان داده شد. در تاریخ ۱۹ آذر خبرگزاری هرانا گزارش داد درحالی که بیست و دو روز از بازداشت اسماعیل بخشی و سپیده قلیان می‌گذرد، خانواده این دو زندانی پس از ملاقات یکشنبه هفته گذشته و اطلاع از ضرب و شتم فرزندانشان، هیچ تماسی از جانب آن‌ها نداشته و علی‌رغم پیگیری‌های مکرر آن‌ها و وکیلشان پاسخی از سمت مسئولان دریافت نکرده‌اند.

### واکنش‌ها به بازداشت
در روز یک‌شنبه ۱۱ آذر ۱۳۹۷ کارگران شرکت فولاد اهواز در راهپیمایی اعتراضی خود ضمن سر دادن شعارهایی اعتراض خود را به ادامه بازداشت اسماعیل بخشی ابراز کردند. گروهی از مردم و دانشجویان نیز در این اعتراضات حضور داشتند. این بیست و سومین روز اعتصاب کارگران گروه ملی صنعتی فولاد اهواز و هفدهمین روز تجمع کارگران در مقابل استانداری خوزستان بود. گروهی از این معترضان با سردادن شعارهایی خواهان آزادی اسماعیل بخشی شدند که یکشنبه ۲۷ آبان همزمان با چهاردهمین روز اعتصاب کارگران نیشکر هفت‌تپه، همراه با چند کارگر دیگر بازداشت شد. آن‌ها شعارهایی در حمایت از بخشی سردادنند. «کارگر زندانی آزاد باید گردد» و «کارگر هفت‌تپه آزاد باید گردد» از جمله شعارهایی بودند که این معترضان در اعلام همبستگی با بخشی سردادند. همچنین در این رابطه میثم آل‌مهدی، نماینده کارگران معترض گروه فولاد ملی، در این راهپیمایی سخنرانی کرد.
جمعی از فعالان کارگری و سندیکایی در بیش از ۸۰ سندیکا و تشکل کارگری از کشورهای گوناگون جهان، در نامه‌ای سرگشاده به علی خامنه‌ای، رهبر جمهوری اسلامی ایران، خواهان آزادی فوری اسماعیل بخشی و دو زندانی دیگر شدند. آن‌ها در این نامه خواستار آزادی بی قید و شرط فعالان کارگری و مدنی زندانی در ایران شدند. این سندیکاها از حکومت ایران خواستند تا دست از - به گفته آن‌ها - «آزار و اذیت» و «سرکوب» سندیکالیست‌ها بردارد. امضاکنندگان این نامه از سندیکاهای مستقر در کشورهای مختلف اعم از فرانسه، ایتالیا، برزیل، اسپانیا، اندونزی، هائیتی، سنگال، مصر، پاراگوئه و فلسطین بودند.
محمود صادقی نماینده و عضو کمیسیون آموزش و تحقیقات مجلس شورای اسلامی، در تاریخ ۹ آذر به بازداشت اسماعیل بخشی واکنش نشان داد. او ضمن اشاره به اصل ۲۷ قانون اساسی جمهوری اسلامی - مبنی بر آزادی تظاهرات بدون حمل سلاح - خواستار آزادی این زندانی شد. صادقی تجمعات را حق قانونی کارگران دانست و خواستار پرهیز حکومت از «برخورد امنیتی» با معترضان شد.
«اسماعیل رو گرفتن، ما همه بخشی هستیم» از شعارهایی بود که کارگران معترض هفت‌تپه در اعتراضات خود به قصد پشتیبانی از آزادی او سر دادند.

### شکنجه
در تاریخ ۸ آذر ۱۳۹۷ برخی منابع خبری گزارش دادند که بخشی مورد شکنجه قرار گرفته‌است. بر اساس این گزارش‌ها، پس از اینکه بخشی دچار خون‌ریزی شدید معده می‌شود، نیروهای امنیتی او را به یکی از بیمارستان‌های امنیتی منتقل و بستری می‌کنند. برخی منابع احتمال می‌دهند که اسماعیل بخشی در بیمارستان شهید بقایی وابسته به سپاه پاسداران در اهواز بستری شده‌است. او در اثر شدت این جراحات به این بیمارستان منتقل شد. همچنین این گزارش‌ها حاکی از این بود که صورت اسماعیل بخشی، در اثر ضرب و شتم مأموران، متورم و کبود شده‌است. کمیته پیگیری ایجاد تشکل‌های کارگری ایران روز پنج‌شنبه ۸ آذر ۱۳۹۷ اعلام کرد: «اسماعیل بخشی را چنان زیر فشار و شکنجه قرار داده‌اند که به علت خونریزی معده مجبور شده‌اند او را به بیمارستانی امنیتی (احتمالاً بیمارستان تحت مدیریت سپاه) منتقل و بستری کنند.»
جمعی از وکلای دادگستری اهل ایران، در تاریخ ۸ آذر ۱۳۹۷ و پس از انتشار اخبار مربوط به شکنجه اسماعیل بخشی در بیانیه‌ای این اقدام را محکوم کردند. آن‌ها در متن این بیانیه به قوانینی همچون اصول هشتم، بیست‌ودوم، سی‌وچهارم، سی‌وهفتم و سی‌وهشتم قانون اساسی جمهوری اسلامی ایران، ماده‌های ۱۶۹ و ۵۷۸ قانون مجازات اسلامی، ماده ۳۵ قانون مجازات نیروهای مسلح، ماده ۵ اعلامیه جهانی حقوق بشر، کنوانسیون‌های چهارگانه ژنو ۱۹۶۶ و ۱۹۷۳ و ماده یک کنوانسیون منع شکنجه سال ۱۹۸۴ استناد کردند. این وکلای دادگستری با استناد به این قوانین ملی و بین‌المللی خواستار حفظ حقوق انسانی بازداشت‌شدگان از جمله اسماعیل بخشی و منع هرگونه شکنجه شدند. همچنین این وکلا در متن این بیانیه اعتراض کارگران هفت تپه را «مشروع و قانونی» خواندند.
در این تاریخ خبرگزاری کار ایران-ایلنا (وابسته به دولت) نیز تأیید کرد که اسماعیل بخشی «در اثر ضربه» به بیمارستان منتقل شده‌است. با این وجود، در روز ۸ آذر استاندار و مقامات قضائی خوزستان خبر شکنجه اسماعیل بخشی را به شدت تکذیب کردند. استاندار خوزستان مدعی شد که بخشی در سلامت کامل به سر می‌برد.
همچنین در این روز، رئیس دادگستری شوش، جعفری چگینی نیز این خبر را تکذیب کرد و مدعی شد بخشی در سلامت کامل است. او خبر شکنجه بخشی را خبری «کذب» خواند که توسط به گفته او «رسانه‌های معاند» منتشر شده‌اند. او ضمن تکذیب این خبر، رسانه بی‌بی‌سی فارسی (که این خبر را منتشر کرده بود) را «بنگاه دروغ‌پراکنی» خوانده و تجمعی که بخشی در آن دستگیر شده بود را نیز «غیرقانونی» نامید.
اندکی پس از تکذیب خبر شکنجه توسط مقامات خوزستان، سندیکای کارگران نیشکر هفت تپه، در کانال تلگرامی خود تکذیب این خبر را ناشی از «بی اطلاعی» مقامات از وضعیت اسماعیل بخشی یا احتمال «وجود انگیزه‌های دیگر» دانست. همچنین این سندیکا بر اساس آنچه «اخبار موثق واصله» خواند، خبر داد که «ضربات زیادی» به صورت بخشی وارد شده‌است.
در واکنش به این خبر، سندیکای کارگران شرکت واحد اتوبوسرانی تهران و حومه در طی صدور یک اطلاعیه خبر شکنجه بخشی را «موثق» خواند و آن را محکوم کرد. این سندیکای کارگری در این اطلاعیه از مقامات خواستار آزادی اسماعیل بخشی و منع هر نوع شکنجه او شد. این نهاد کارگری، در این اطلاعیه خود ضمن اینکه اعتصاب و اعتراض کارگران را «حق مسلم» آنان دانسته، تأکید کرده که هیچ کارگری نباید به دلیل اعتصاب صنفی بازداشت، مورد ضرب و شتم، آزار، تعقیب یا شکنجه قرار گیرد. در این اطلاعیه مورخ ۹ آذر ۱۳۹۷ آمده‌است:
سندیکای کارگران شرکت واحد اتوبوسرانی تهران و حومه بار دیگر ضرب و شتم و اعمال خشونت بر اسماعیل بخشی را قویا محکوم می‌کند و خواهان آزادی فوری و بی‌قید و شرط ایشان می‌باشد. همچنین تمامی پرونده‌های قضایی گشوده شده برای سایر نمایندگان کارگران شرکت کشت و صنعت نیشکر هفت‌تپه باید بسته و منع تعقیب این نمایندگان صادر گردد. البته کارگران نیشکر هفت تپه به درستی و با اتحاد و اعتصاب، برای آزادی اسماعیل بخشی و تحقق دیگر خواسته‌های خود دست از اعتراض بر حق خود برنداشته‌اند.— سندیکای کارگران شرکت واحد اتوبوسرانی تهران و حومه، 
در تاریخ سه‌شنبه ۱۳ آذر ۱۳۹۷، سندیکای کارگران نیشکر هفت‌تپه گزارشی از وضعیت سلامتی اسماعیل بخشی و سپیده قلیان (فعال مدنی) منتشر کرد. این تشکل ضمن هشدار نسبت به وضعیت جسمانی این دو زندانی - که بیش از دوهفته از بازداشت آن‌ها می‌گذرد - در اینباره ابراز نگرانی کرد. در این گزارش آمده‌است که این زندانیان در ملاقات‌هایی که با خانواده خود داشتند قادر به تشخیص زمان جاری و اینکه در چه وقتی از شبانه‌روز به‌سر می‌برند نبودند. همچنین در این گزارش وضعیت جسمانی بخشی «وخیم» اعلام شده و ذکر شده که آثار کبودی در پیشانی او مشاهده شده‌است. در همان تاریخ رسانه صدای آمریکا با انتشار گفته‌هایی از قول یک منبع که نخواست نامش فاش شود، خبر شکنجه بخشی را «موثق» خواند. این منبع همچنین ادعا کرد که خانواده این دو زندانی ضمن ملاقات خود آثار شکنجه را مشاهده کردند. به گفته این منبع اسماعیل بخشی و سپیده قلیان (تا این تاریخ) در زندان انفرادی به‌سر بردند و وضعیت جسمانی بخشی «وخیم» بوده‌است.
بلافاصله پس از آزادی‌بخشی، اخباری دربارهٔ جزئیات مربوط به شکنجه او در توئیتر منتشر شد. شاهد علوی، روزنامه‌نگار در این رابطه مصاحبه‌ای با یکی از بستگان بخشی انجام داد و فایل صوتی آن را در فضای مجازی منتشر کرد. در این مصاحبه از قول این خویشاوند ادعا می‌شود که بخشی هدف عمل شکنجه به وسیله ضرب و شتم شدید بوده‌است. بر اساس این گفته‌ها این ضرب و شتم‌ها با باتوم صورت گرفت و بخشی از ناحیه بیضه‌گاه دچار ضرب‌دیدگی شد؛ به شکلی که به سختی قادر به نشستن بود. این روزنامه‌نگار افزود که در زندان به او داروهای آرام بخش و اعصاب تجویز و تزریق می‌شده که منجر به تهوم‌زایی می‌شوند.

### آزادی موقت
به گزارش خبرگزاری کار ایران (ایلنا) اسماعیل بخشی عصر روز چهارشنبه ۲۱ آذر ۱۳۹۷ از زندان آزاد شد. فرزانه زیلابی، وکیل کارگران شرکت هفت‌تپه گفت که بخشی با قرار وثیقه ۴۰۰ میلیون تومانی از زندان آزاد شد. بخشی در دادسرای عمومی و انقلاب شهرستان شوش با اتهاماتی همچون «اجتماع و تبانی علیه امنیت ملی» و «اخلال در نظم عمومی» و همچنین در دادسرای شهر اهواز با اتهام «مشارکت در تشکیل گروه با هدف برهم زدن امنیت ملی» مواجه شد. به باور برخی منظور از «تشکیل گروه» در اتهام سوم «مجمع نمایندگان کارگری» است که شماری از آن‌ها در جریان اعتراضات با نمایندگان مجلس و وزیر کار و رفاه اجتماعی مذاکره کرده بودند.
پس از انتشار خبر آزادی او، کانال تلگرامی سندیکای کارگران نیشکر هفت‌تپه، خبر آزادی او را تأیید کرد. این سندیکا در پیامی که در پی آزادی بخشی منتشر کرد آزادی او را «حاصل مقاومت اسماعیل بخشی و دیگر کارگران» و نه «پیگیری مسئولان شرکتی و دولتی» دانست.
پس از آزادی، بخشی در روز یکشنبه ۲ دی ۱۳۹۷ با وجود یک بار اخراج شدن از کار، مجدداً به کار خود در مجتمع نیشکر هفت‌تپه بازگشت. او در این تاریخ، ضمن انتشار تصاویری از خود، پیامی در صفحه اینستاگرامش منتشر کرد، و در آن از همه افرادی که به گفته او از آزادی‌اش حمایت کرده بودند، تقدیر و تشکر کرد. او در قسمت توضیحات مربوط به این تصاویر نوشت:
امروز که پس از گذشت چهل روز در محل کارم حاضر شده‌ام با اینکه دیگر معنای آزادی را دیگر نه می‌فهمم، نه درک می‌کنم، اندکی احساس آزادی کردم.— اسماعیل بخشی، در صفحه اینستاگرامش

## نامه به وزیر اطلاعات
اسماعیل بخشی روز جمعه ۱۴ دی‌ماه ۱۳۹۷ با انتشار یادداشتی در صفحهٔ شخصی اینستاگرامش، ضمن تأیید شکنجه‌اش در زندان، سید محمود علوی وزیر اطلاعات ایران را به مناظره‌ای در یک برنامهٔ تلویزیونی در مورد شکنجه زندانیان در زندان‌ها دعوت کرد.
بخشی در این یادداشت از شنود تلفنی خود و خانواده‌اش توسط نهادهای امنیتی خبر داد. او در بخش اول این نوشته به شکنجه‌های شدید جسمی و روانی خودش و سپیده قلیان در روزهای اول بازداشت اشاره کرده‌است.

### واکنش‌ها به نامهٔ بخشی به وزیر اطلاعات
محمد کاظمی نماینده و عضو کمیسیون قضایی و حقوقی مجلس شورای اسلامی به این اظهارات بخشی واکنش نشان داد. او در گفتگو با خبرگزاری کار ایران (ایلنا) اظهار کرد که شکنجه مطابق با قانون اساسی جمهوری اسلامی ایران ممنوع است، از این‌رو باید برای ادعاهای بخشی در کمیسیون قضایی مجلس تشکیل پرونده قضائی صورت گرفته و این ادعا بررسی شود. کاظمی افزود که در صورت اثبات ادعاهای بخشی افراد متهم باید فراخوانده شوند.
غلامرضا شریعتی استاندار خوزستان در گفتگو با جماران بار دیگر اخبار مرتبط با شکنجهٔ اسماعیل بخشی در زندان را تکذیب کرد. او در این گفتگو مدعی شد که دستگاه‌های ذی‌ربط مدارک و مستنداتی دارند که نشان می‌دهد هیچ شکنجه‌ای در کار نبوده‌است. شریعتی پیش‌تر هم مدعی شده بود که بخشی در سلامت کامل به‌سر می‌برد و اخبار وخامت حال او را رسانه‌هایی که او آن‌ها «معاند» خواند، با «جوسازی» منتشر کرده‌اند.
انتشار این نامه، واکنش کاربران اینترنت و شبکه‌های اجتماعی را نیز در پی داشت.
این واکنش‌ها مملو از خشم و اندوه این کاربران نسبت به این موضوع بود. در میان این کاربران اسامی فعالان مدنی و برخی از زندانیان سیاسی سابق و فعالان سیاسی همچون صادق زیباکلام دیده می‌شود. این فعالان عملکرد حسن روحانی و محمود علوی را در این رابطه مورد انتقاد خود قرار داده‌اند.
همچنین ۳۴ تشکل دانشجویی (انجمن‌های اسلامی دانشجویان)، پیرو درخواست اسماعیل بخشی، طی نامه‌ای خطاب به محمود علوی وزیر اطلاعات خواستار برگزاری مناظره‌ای با حضور ایشان در ارتباط با شکنجه‌های صورت گرفته بر این فعال کارگری شدند؛ و در پایان آمادگی‌شان را برای میزبانی این مناظره اعلام کردند. گروهی از همکاران اسماعیل بخشی با انتشار متنی در کانال تلگرامی مستقل کارگران شرکت نیشکر هفت‌تپه ضمن انتقاد از مفاد این نامه برخی از مواضع تشکل‌های اسلامی دانشجویان را مورد پرسش قرار دادند. در یکی از بندهای این جوابیه، خطاب به انجمن‌های اسلامی دانشجویان چنین آمده‌است:
علی مطهری نماینده و نایب رئیس وقت مجلس شورای اسلامی، در تاریخ ۱۶ دی ۱۳۹۷ گفتگویی با روزنامه اعتماد نسبت به اظهارات بخشی واکنش نشان داد. او از وزارت اطلاعات ایران خواست که در این مورد روشنگری کرده و پاسخگو باشد. او هرگونه شکنجه روحی و جسمی را با استناد بر فصل سوم قانون اساسی حکومت جمهوری اسلامی ایران غیرقانونی عنوان کرد. به گفته مطهری اگر صحبت‌های بخشی صحت داشته باشد، باید مجرمان در اسرع وقت معرفی شده و مجازات شوند. او در این گفتگو از وزیر اطلاعات خواست که به موضوع وارد شود. او افزود در صورت عدم ورود وزارت اطلاعات، مجلس وارد این موضوع خواهد شد و به گفته او از حقوق شهروندی دفاع خواهد کرد.
در روز یکشنبه ۱۶ دی ۱۳۹۷ غلامحسین محسنی اژه‌ای سخنگوی قوه قضائیه ایران، نسبت به این اظهارات واکنش نشان داد. او در نشست خبری خود، در پاسخ به پرسش خبرگزاری ایلنا در خصوص این موضوع گفت: «شنیده‌ام نامه‌ای به وزارت اطلاعات نوشته‌اند و اگر کسی تخلف کرده باشد آن‌ها پیگیری خواهند کرد.»
علی‌اکبر گرجی اندرزیانی، معاون پیگیری اجرای قانون اساسی رئیس‌جمهور ایران، در صفحه اینستاگرام خود به اظهارات بخشی واکنش نشان داد. گرجی با تأکید بر اصل ۳۸ قاون اساسی جمهوری اسلامی ایران مبنی بر منع هرگونه شکنجه، گفت که شکنجه به قصد گرفتن اقرار یا اطلاعات در ایران ممنوع است. او از اسماعیل بخشی خواست که هرچه زودتر در این رابطه اعلام شکایت کند.
علیرضا رحیمی نماینده مجلس در خصوص اظهارات بخشی به علی لاریجانی پیشنهاد برگزاری کمیسیون امنیت ملی برای بررسی این موضوع را داد. این پیشنهاد مورد قبول لاریجانی قرار گرفت و گفته‌شد این کمیسیون با حضور وزیر اطلاعات برگزار می‌شود.
حسام الدین آشنا، مشاور حسن روحانی رئیس‌جمهور ایران، در تاریخ سه‌شنبه ۱۸ دی ۱۳۹۷ در کانال تلگرام خود به این اظهارات واکنش نشان داد. او در کانال تلگرام خود خبرداد که حسن روحانی دستور بررسی موضوع شکنجه اسماعیل بخشی را صادر کرده‌است. هم‌زمان علی‌اکبر بختیاری رئیس دفتر دادستان کل ایران، از ارسال یک هیئت کارشناسی ویژه از سوی دادستانی کل ایران به خوزستان خبر داد؛ آن‌ها به دستور قوه قضائیه به خوزستان رفتند.
حشمت‌الله فلاحت‌پیشه رئیس کمیسیون امنیت ملی مجلس پس از نشست مشترک با مقامات وزارت اطلاعات در مصاحبه با خبرگزاری خانه ملت از پخش فیلم «اعترافات اسماعیل بخشی» در این جلسه خبر داد. او مدعی شده‌است بخشی حین بازداشت و در مسیر انتقال به بازداشتگاه با مأموران درگیر شده ولی خبری از شکنجه نبوده‌است. فلاحت‌پیشه با استناد به «فیلم اعترافات» گفته‌است که بخشی وابسته به حزب کمونیست کارگری ایران مستقر در یکی از کشورهای اروپایی است. چند ساعت بعد از انتشار این مصاحبه، اصغر کریمی رئیس هیئت اجرایی حزب کمونیست کارگری ایران سخنان حشمت‌الله فلاحت‌پیشه را تکذیب کرد. کریمی به رادیو فردا گفته‌است که «اسماعیل بخشی نه تقاضای عضویت در حزب را داده و نه عضو حزب ما است». همچنین این حزب در گفتگویی با رسانه دویچه وله که در تاریخ ۱۹ دی ۱۳۹۷ انجام داد اتهام عضویت در حزب کمونیست کارگری را در راستای «پرونده‌سازی» برای اسماعیل بخشی دانست.
در این رابطه جمال حیدری‌منش وکیل سپیده قلیان، در صفحه اینستاگرامش از مخالفت پزشکی قانونی با انجام آزمایش‌ها و معاینه‌های مربوط به شکنجه موکلش خبر داد. او همچنین نسبت به تکذیب خبر شکنجه اسماعیل بخشی توسط مقامات نظام جمهوری اسلامی واکنش نشان داد و گفت: «انکار راه به جایی نمی‌برد.»
بخشی در اولین واکنش خود به اظهارات جدید مطرح شده توسط مقامات، در تاریخ چهارشنبه ۱۹ دی ۱۳۹۷ در صفحه اینستاگرامش نوشت که تاکنون هیچ دیدار تحقیقاتی با مقامات سیاسی و قضائی نداشته و کسی سخنان او پیرامون شکنجه‌اش را نشنیده‌است. او تلویحاً اتهامات جدید مطرح شده علیه خود را رد کرد و خطاب به متهم‌کنندگان نوشت: «حرفی ندارم. فقط می‌گویم به مردم دروغ نگویید.»
در تاریخ ۲۴ دی‌ماه ۱۳۹۷ عسل محمدی فعال اجتماعی-دانشجویی و عضو هیئت تحریریه نشریه گام که پس از حمایت از اعتراضات کارگری ۱۳۹۷ خوزستان بازداشت شد و چند روز بعد به قید وثیقه آزاد گشت، نسبت به این اظهارات واکنش نشان داد و ادعا کرد که از نزدیک شاهد شکنجه این دو بوده‌است. او شکنجه اسماعیل بخشی و سپیده قلیان را تأیید کرده و اعلام کرد که حاضر است به نفع اظهارات این دو تن، در دادگاه شهادت دهد. محمدی همچنین در عین حال اشاره کرد که «شاهد ساعت‌های طولانی بازجویی» از سپیده قلیان بوده‌است؛ بازجویی‌هایی که به گفته او، از ۱۰ صبح تا پاسی از نیمه شب ادامه داشت و تقریباً هر روز تکرار می‌شد. او در رابطه با این بازجویی‌ها گفت: «صدای فریادها و توهین‌های بازجویش را از اتاق کناری می‌شنیدم. من شاهد روزی بودم که چنان فشاری برای اعتراف دروغ بر او آوردند که پنجه بر چهره نازنینش می‌کشید و آرزوی مرگ می‌کرد».

### فشار به‌جهت تکذیب شکنجه
در تاریخ ۱۷ دی ۱۳۹۷ فرزانه زیلایی وکیل مدافع اسماعیل بخشی در گفتگویی با وبگاه «رویداد ۲۴» از تحت فشار بودن موکلش به‌جهت تکذیب سخنانش پیرامون شکنجه‌اش خبر داد. او گفت که بخشی از سوی به‌گفته او «افراد مختلف» تحت فشار قرار گرفته تا سخنانش را تکذیب کند. زیلایی از نام این افراد سخنی نگفت. این وکیل در این رابطه گفت که نوشته‌های موکلش بر اساس مستندات بوده و کارهای قانونی لازم در این‌باره انجام شده‌است.
هم‌زمان در همین رابطه کانال تلگرامی مستقل کارگران شرکت نیشکر هفت‌تپه خبر داد که اسماعیل بخشی و اعضای خانواده‌اش تحت آنچه که این کانال «فشارهای مداوم و شدید نیروهای امنیتی» خواند، قرار گرفته‌اند. به‌گزارش این کانال تلگرامی، نیروهای امنیتی تلاش کردند تا با این کار او را مجبور به تکذیب خبر شکنجه‌اش کنند. براساس این گزارش، اسماعیل بخشی در برابر این درخواست‌ها مقاومت کرد. اما در مقابل، مأموران امنیتی با خانواده این فعال کارگری تماس گرفته و ضمن «تهدیدهایی» علیه او و دیگر اعضای خانواده، از آن‌ها خواسته‌اند تا این سخنان را تکذیب کنند.

### واکنش دیگر قربانیان شکنجه
اظهارات بخشی در مورد شکنجه دوران بازداشتش، بار دیگر مسئله شکنجه را در مرکز توجه قرار داد. برخی از فعالان کارگری، سیاسی، دانشجویی، اجتماعی و… که شکنجه را در زندان‌ها تجربه کرده‌اند روایت‌هایشان را بازگو کردند. دراویش گنابادی، رضا شهابی، مجید توکلی و بهنام موسیوند از جمله کسانی بودند که روایت شکنجه‌شان را مطرح کردند. سید مهدی موسوی شاعر و نویسنده طی نامه ای خطاب به بخشی عنوان کرد که شکنجه اسماعیل بخشی صحت داشته چرا که خود او نیز در دوران بازداشتش توسط اطلاعات سپاه مورد شکنجه بسیار قرار گرفته بود. همچنین یکی از نزدیکان سپیده قلیان از تهدید به قتل مستمر ایشان پس از آزادی خبر داده. اسماعیل بخشی در نامه‌اش به وزیر اطلاعات نیز به آزار و اذیت‌هایی که خانم قلیان در بازداشتگاه متحمل شده اشاره کرده‌بود.

## پخش «اعترافات» از صداوسیما
شامگاه شنبه ۲۹ دی‌ماه برنامهٔ تلویزیونی بیست و سی با پخش گزارشی به‌نام «طراحی سوخته» به انتشار اوراق بازجویی تعدادی از دستگیرشدگان اعتراضات کارگری خوزستان و «اعترافات» آن‌ها علیه خودشان پرداخت. در این گزارش با طرح اتهامات امنیتی علیه بازداشت‌شدگان، آن‌ها وابسته به گروه‌های کمونیستی و برانداز خارج از کشور خوانده شده‌اند که سعی در ایجاد تشکل‌های مستقل کارگری داشته‌اند. بسیاری از این زندانیان پس از آزادی تأکید کرده‌اند که برای ضبط اعترافات‌شان جلوی دوربین مورد شکنجه نیروهای امنیتی قرار گرفته‌اند. در قسمتی از این گزارش مسئلهٔ شکنجهٔ اسماعیل بخشی در دوران بازداشت نیز بار دیگر از سوی مقامات دولتی و امنیتی کتمان شده‌است.
ده روز پیش‌از این، سپیده قلیان یکی از بازداشت‌شدگان اعتراضات خوزستان در توییتی گفته بود که «روز آخر بازجو می‌گفت اگر بیرون بروی و دهانت را باز کنی همین ادعاها و اعترافات اجباری تو و اسماعیل بخشی را را در اخبار بیست و سی هم پخش خواهیم کرد و پودرتان خواهیم کرد.»
حساب توییتری خبرگزاری صدا و سیما پس از پخش این برنامه به حالت تعلیق درآمد.

### واکنش‌ها به پخش «اعترافات»
پخش گزارش تلویزیونی «طراحی سوخته» با واکنش و اعتراض گستردهٔ کاربران در فضای مجازی همراه شد. از طرفی، گروهی از کاربران حامی جمهوری اسلامی این «اعترافات» را سندی برای ارتباط این فعالان بازداشت‌شده با خارج از کشور می‌دانند. در مقابل گروه دیگر، شامل سپیده قلیان و مخالفان جمهوری اسلامی، نفس این اعترافات را از مصادیق شکنجه خوانده و آن را سندی بر تأیید شکنجه قلیان دانستند.
سه‌شنبه ۲ بهمن ۱۳۹۷ شماری از بازنشستگان فرهنگی و کشوری اهل ایران، مقابل ساختمان وزارت کار و امور اجتماعی ایران دست به برپایی تجمع اعتراضی زدند. آن‌ها که به وضع معیشت و وضعیت بیمه خودشان معترض بودند، در اعتراضشان علیه پخش مستند «طراحی سوخته» شعارهایی سر دادند. شعار «شکنجه، مستند، دیگر اثر ندارد» و «توپ، تانک، مستند دیگر اثر ندارد» دو شعاری بودند که این معترضان در اعتراض به کتمان شکنجه اسماعیل بخشی و سپیده قلیان سردادند.
صادق زیباکلام استاد علوم سیاسی دانشگاه تهران با انتشار توئیتی، در صفحه توئیتر رسمی خود نسبت به پخش این مستند از صداوسیما واکنش نشان داد. به‌عقیده زیباکلام مردم ایران میان روایت صداوسیما و گفته‌های اسماعیل بخشی و سپیده قلیان، سخنان این دو زندانی را باور خواهند کرد. او در این توئیت نوشت: 
مشکل اساسی صداوسیما آنست که هنوز متوجه نشده سالهاست مردم میان روایت آن تشکیلات با درآمدهای چند هزار میلیاردی اش (۴۰۰۰ هزار میلیارد تومان بودجه پیشنهادی در سال ۹۸است) از یکسو و روایت بانو سپیده قلیان و اسماعیل بخشی با درآمدهایی که ماه‌هاست نگرفته‌اند از سویی دیگر، دومی را قبول دارند.— زیباکلام در صفحه توپیتر رسمی‌اش
فدراسیون بین‌المللی کارگران حمل و نقل نسبت به پخش مستند «طراحی سوخته» واکنش نشان داده و خواستار آزادی فوری اسماعیل بخشی و سپیده قلیان شد. این سازمان کارگری در نامه‌ای خطاب به حسن روحانی ریاست جمهوری ایران این مستند را «اعترافاتی تحت شکنجه» خواند و نسبت به وضعیت کارگران در ایران ابراز نگرانی کرد و از مقامات ایرانی خواست تا به گفته آن‌ها «شکنجه» را متوقف کنند. در این نامه پیرامون پخش این مستند آمده‌است: 
«اطلاعات معتبر نشان می‌دهد این اعترافات از طریق تهدید، ضرب و شتم و شکنجه گرفته شده‌است. چنین مواردی که نقض حقوق ابتدایی انسانی می‌باشند باید فوری پایان یابند.»— استیون کاتن، دبیرکل فدراسیون بین‌المللی کارگران حمل و نقل

## بازداشت مجدد و عفو رهبری
چند ساعت پس از بازداشت سپیده قلیان و برادرش، در ساعات اولیه روز دوشنبه اول بهمن‌ماه خبرهایی از بازداشت مجدد اسماعیل بخشی منتشر شد. کانال تلگرامی سندیکای کارگران نیشکر هفت‌تپه با تأیید این خبر اعلام کرد که تعداد زیادی نیروی مسلح همراه با چهار ماشین پاترول به خانهٔ بخشی هجوم برده‌اند و او را بازداشت کرده‌اند. این بازداشت‌ها یک‌روز پس از اقدام صدا و سیمای جمهوری اسلامی ایران به پخش آنچه «اعترافات» آن‌ها خوانده شده اتفاق افتاده‌است. در همین روز دادستان شهر دزفول با اعلام خبر بازداشت بخشی در این شهر اعلام کرد که این فرد شب گذشته در دزفول با همکاری نیروهای امنیتی-انتظامی دستگیر شده‌است. وی همچنین خبرها مبنی بر هجوم نیروهای مسلح ناشناس به خانه وی را تکذیب کرد و گفت که او از صبح روز گذشته متواری بوده که با اقدامات مؤثر عملیاتی دستگیر شده‌است.

### واکنش‌ها به بازداشت مجدد
سازمان حقوق بشری عفو بین‌الملل، در تاریخ ۱ بهمن ۱۳۹۷ نسبت به بازداشت مجدد اسماعیل بخشی و سپیده قلیان واکنش نشان داد. رها بحرینی، پژوهشگر امور ایران در این سازمان در گفتگو با رسانه رادیوفردا از طرف این نهاد نسبت به این بازداشت ابراز نگرانی کرده و از مقامات حکومت ایران خواست تا فوراً این دو زندانی را آزاد کنند. همچنین بحرینی از این مقامات خواست تا بستری را برای مطالبه‌گری مسالمت‌آمیز کارگران فراهم آورد. رها بحرینی ضمن انتقاد از این بازداشت مدعی شد که مقامات امنیتی ایران در تلاش هستند، تا با ایجاد به گفته او «رعب و وحشت» مانع از «فعالیت به حق کارگران» ایران شوند.
دوشنبه ۱ بهمن‌ماه ۱۳۹۷ جمعی از وکلا و حقوقدانان، با صدور نامه‌ای سرگشاده به جاوید رحمان - گزارشگر ویژه سازمان ملل متحد در امور ایران - بازداشت اسماعیل بخشی و سپیده قلیان را تقبیح کردند. این وکلای ایرانی که عمدتاً ساکن خارج از ایران بودند، بازداشت این دو را مغایر با مضامین قانونی خوانده و ضمن ابراز نگرانی نسبت به وضعیت این دو زندانی، نحوه بازداشت این دو را خلاف آیین دادرسی کیفری دانستند.
به گزارش رادیو زمانه در تاریخ ۶ بهمن ۱۳۹۷، بیش از ۸۰۰ نفر با امضای یک بیانیه مشترک، ضمن حمایت از اسماعیل بخشی و سپیده قلیان و اعتراضات کارگران هفت‌تپه، خواستار آزادی این دو زندانی شدند. همچنین پیش از این، گروهی از فعالان سیاسی جناح چپ در تاریخ ۳ بهمن ۱۳۹۷، با صدور و امضای بیانیه‌ای مشترک خواهان آزادی این دو زندانی شدند.
سازمان عفو بین‌الملل در ۹ بهمن ۱۳۹۷ با انتشار بیانیه‌ای نسبت به آنچه که «خطر فاحش ادامه شکنجه» اسماعیل بخشی و سپیده قلیان خواند، هشدار داد. این سازمان حقوق بشری از مقامات ایرانی خواست تا بی‌درنگ این دو زندانی را آزاد کرده و به اتهامات مربوط به شکنجه این دو رسیدگی و شکنجه گران احتمالی را به دست قانون بسپارند. این سازمان خواستار حفاظت از بخشی و قلیان در برابر شکنجه شده و از همگان خواست تا برای آزادی این دو زندانی به مقامات حکومت نامه و عریضه بنویسند.
روز دوشنبه ۲۹ بهمن ۱۳۹۷ جمعی از کارگران نیشکر هفت تپه در مقابل دادگستری شهرستان شوش تجمع کردند و خواستار آزادی اسماعیل بخشی شدند. سندیکای کارگران نیشکر هفت تپه طی اطلاعیه‌ای خبر داد که اداره اطلاعات شوش مادر اسماعیل بخشی را که در این تجمع حضور داشت، تهدید کرده‌است. دادستانی شوش دستور بازداشت مادر اسماعیل بخشی را پیش از این صادر کرده بود. اما در پی اقدام مأموران برای زدن دستبند به دستان مادر اسماعیل بخشی، او از حال رفته و به بیمارستان منتقل شد.

### حکم زندان
در تاریخ ۱۶ شهریور ۱۳۹۸، اسماعیل بخشی مجموعاً به تحمل ۱۴ سال حبس محکوم شد. ۷ سال حبس تعزیری بابت اتهام اجتماع و تبانی به قصد اقدام علیه امنیت ملی، ۲ سال حبس تعزیری بابت اتهام توهین به رهبری، ۲ سال حبس تعزیری بابت اتهام نشر اکاذیب، ۱ سال و شش ماه حبس تعزیری بابت اتهام فعالیت تبلیغی علیه نظام و بابت اتهام اخلال در نظم عمومی به ۱ سال و شش ماه حبس تعزیری و ۷۴ ضربه شلاق محکوم شد.

### آزادی موقت
اسماعیل بخشی، ۸ آبان ۱۳۹۸، با تأمین قرار وثیقه و به‌طور موقت از زندان اوین آزاد شد.

### عفو متهمان هفت‌تپه
اسماعیل بخشی و دیگر متهمان هفت‌تپه به مناسبت عید فطر مورد عفو سید علی خامنه‌ای قرار گرفتند. ‏